# Robert P. Casey
Robert Patrick Casey (Nova Iorque, 9 de janeiro de 1932 — Scranton, 30 de maio de 2000) foi um político norte-americano membro do Partido Democrata que serviu o estado da Pensilvânia ocupando diversos cargos, principalmente como governador (de 1987 a 1995).